# O Burgo (Pontevedra)
O Burgo (Le Bourg) est un quartier de la ville de Pontevedra (Espagne). C'est l’un des plus anciens quartiers de la ville et il est traversé par le Camino portugués. Sur son côté droit se trouve le secteur A Xunqueira avec d'importantes installations éducatives et culturelles.

## Géographie
O Burgo est un quartier situé au nord  de la ville sur la rive droite du fleuve Lérez. Son principal axe est l'avenue de La Corogne et la rue Juan Bautista Andrade, ainsi que l'Avenue de Compostelle à droite, qui le sépare du secteur A Xunqueira. Au sud, le quartier est délimité par la rue Domingo Fontán.

## Histoire
O Burgo, à côté du pont qui porte son nom et sur les rives du Lérez, était depuis la présence des Romains  un point stratégique de Pontevedra (la Via XIX passait par ici), et depuis le Moyen Âge l'une des entrées de la ville par le nord ainsi qu'un point de passage sur le camino portugués. 
Au XIIe siècle, le pont du Bourg a remplacé l'ancien pont romain, qui était en ruines. Le Burgo Pequeno a été le premier des trois faubourgs de la ville. Il est documenté dès 1290. La formation de ce nouveau, bien que petit, établissement humain a fait que le pont a servi de lien entre la ville et le quartier, qui est devenu une sorte d'appendice urbain. Le quartier s'est développé avec pour centre l'ermitage de San Jacobo ou Santiago del Burgo. Son économie était basée sur la viticulture, soutenue par la présence au XVe siècle d'un moulin, et par sa proximité et sa relation avec le Monastère Saint-Sauveur de Lérez.
Au Moyen Âge, O Burgo est devenu une étape obligatoire pour les pèlerins qui se rendaient à Saint-Jacques-de-Compostelle depuis le Portugal. Selon la légende, l'apôtre Saint-Jacques le majeur, lors de son pèlerinage à Saint-Jacques-de-Compostelle, s'est senti fatigué et a fait une halte à O Burgo, où il a été soigné et hébergé jusqu'à ce qu'il récupère et puisse poursuivre son chemin. En remerciement de l'aide reçue, le saint a dit aux propriétaires de la maison où il se reposait que les premiers raisins et le premier maïs de chaque récolte y mûriraient chaque année.
À la fin du XVIIIe siècle, de l'autre côté du pont du Bourg, le faubourg linéaire O Burgo, d'origine médiévale, a commencé à prendre une certaine importance. Le 16 décembre 1811, Xoan Manuel Pintos, écrivain et lexicographe et l'un des auteurs du Rexurdimento galicien, est né à O Burgo. En 1898, le quartier s'est développé avec la construction d'une route entre O Burgo et A Caeira.
Le terrain de sport d'O Burgo a été inauguré le 16 octobre 1919 avec un match de football entre Pontevedra Athletic et Real Coruña. Le terrain est devenu le lieu multisports par excellence de la ville. En 1949, la route connue sous le nom de Chemin de Saint-Jacques ou Chemin du  Bourg a été appelée Avenue de La Corogne. En 1960, le conseil municipal a acheté le stade qui est devenu l'actuel stade Pasarón. Le 13 juillet 1968, le pavillon municipal des sports est inauguré dans le quartier.
Le 10 septembre 1983, le pont de Santiago a été inauguré pour désengorger le pont du Bourg et offrir un nouvel accès au centre-ville.  
En septembre 1986, l’ancienne chapelle du Bourg a été démolie et en avril 1987, la construction d'une nouvelle chapelle qui a intégré la façade de l'ancien bâtiment a commencé.  
Le 3 juillet 1987, l'Avenue Compostela à quatre voies a été inaugurée, offrant une nouvelle sortie à la ville depuis le nord vers Saint-Jacques-de-Compostelle et La Corogne. 
En 1993, un terrain situé au nord de A Xunqueira a été aménagé pour le campus de Pontevedra. Le 26 mai 1995, un nouveau pont a été inauguré pour relier cette partie de la ville à la rive gauche du fleuve, le pont des Tirantes.
En 1996, la paroisse de Santiago del Burgo a été créée dans le quartier,.
L'été 2020 a vu l'inauguration de la piétonisation du pont du Bourg, qui a amélioré la connexion du quartier avec le centre-ville.

## Urbanisme

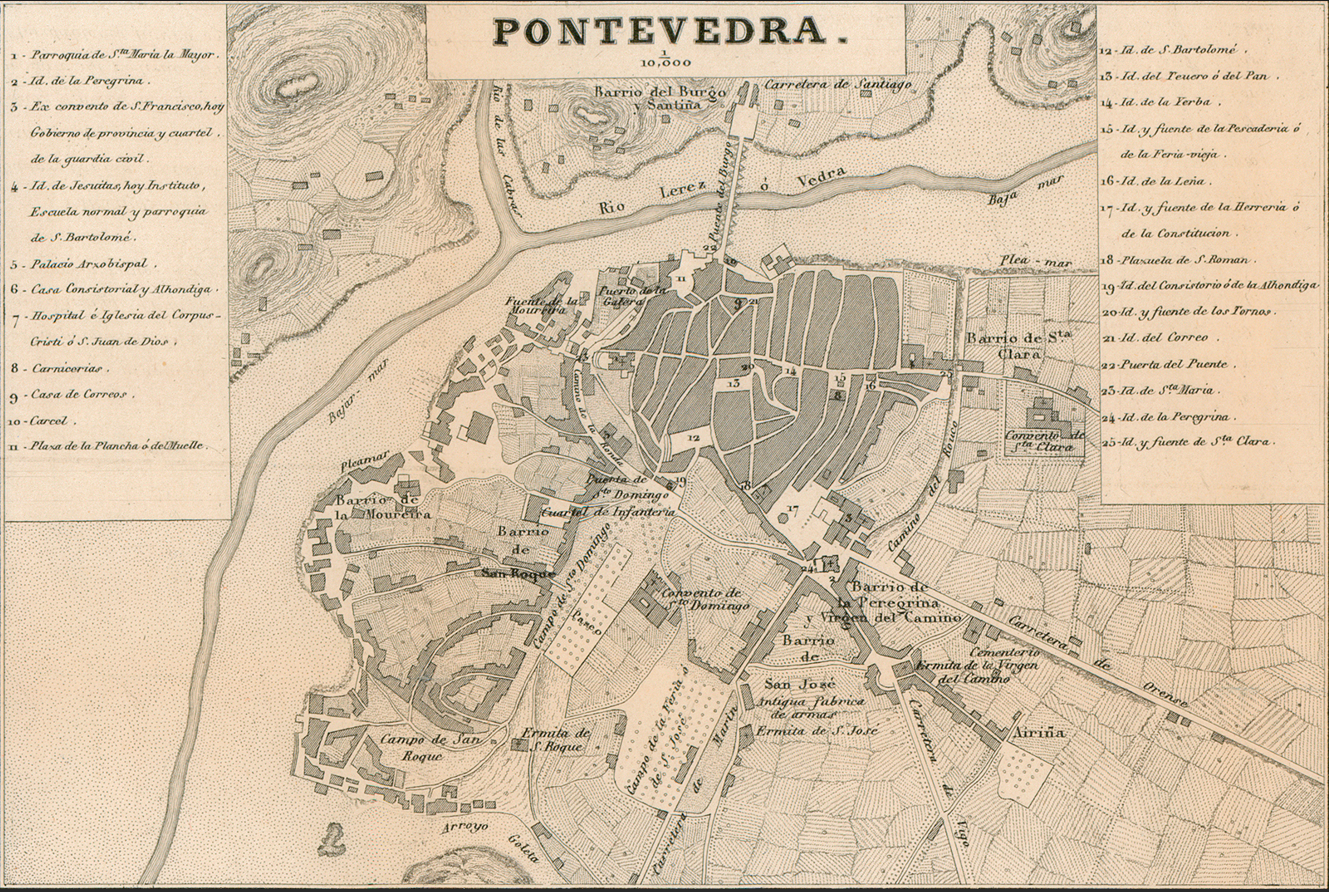
Plan de Pontevedra en 1856 avec le quartier du Bourg au nord de la ville.

O Burgo est le quartier pontevedrien situé sur la rive droite du fleuve Lérez. Il est organisé longitudinalement depuis le pont du Bourg, le long de l'avenue de La Corogne et de la rue Juan Bautista Andrade. La rue Domingo Fontán longe les rives du Lérez et le camino portugués longe la rue Santiña,. À l’est, l'avenue Compostelle sépare le quartier O Burgo du secteur A Xunqueira, relié au Pont des Tirantes par la rue Alexandre Bóveda. 
En face du stade Pasarón se trouve le parc Pasarón et à l'ouest le Parc naturel Marismas d'Alba. À l'arrière du pavillon municipal des sports de Pontevedra se trouve un terrain de pétanque.
Dans le secteur A Xunqueira se trouve le parc Rosalía de Castro et le parc Île des Sculptures, l'un des  plus grands de la ville.
Au numéro 20 de l'avenue Coruña se trouve la maison Sanz Díaz, un bâtiment Art nouveau de l'architecte Antonio López Hernández.

## Équipements

### Sports et loisirs
O Burgo dispose des installations sportives les plus importantes de la ville : 
- Stade Pasarón : inauguré en 1965, il a été entièrement rénové en 2006[21].
- Le pavillon municipal des sports : inauguré en 1968, il a été conçu par l'architecte Alejandro de la Sota[22].
- Dans le secteur A Xunqueira, il y a plusieurs terrains de football (dont un en gazon synthétique)[23],[24]  et un pavillon sportif polyvalent[25].

### Établissements scolaires
Le secteur A Xunqueira dispose d'importantes infrastructures éducatives et c'est là que se concentre la majeure partie de l'offre éducative de la ville. Dans ce secteur se trouvent :
- deux écoles : A Xunqueira 1 et A Xunqueira 2.
- deux établissements d'enseignement secondaire : A Xunqueira 1 et A Xunqueira 2.
- un centre intégré de formation professionnelle.
- l'École Officielle de Langues de la ville.
- le centre de formation des enseignants de la Xunta de Galicia.
- le campus A Xunqueira, avec 3 facultés, 1 école d’ingénieurs et une crèche de la Xunta de Galicia.

### Autres équipements
À l’ouest, près du parc naturel Marismas d'Alba, se trouve la salle d'examen de la Direction provinciale de la circulation routière, dans la rue Martín Códax.
O Burgo dispose également d'un centre social pour les habitants du quartier.
Le quartier compte une église paroissiale : Saint-Jacques Pèlerin du Bourg.
Dans le secteur A Xunqueira,  il existe d'importantes installations culturelles : le palais des congrès de Pontevedra et le parc des expositions de Pontevedra.

## Fêtes et événements culturels
Les fêtes de quartier se déroulent chaque année autour du 25 juillet, ainsi que l'offrande traditionnelle de raisins et de maïs à l'apôtre Saint-Jacques le majeur.

## Galerie d'images

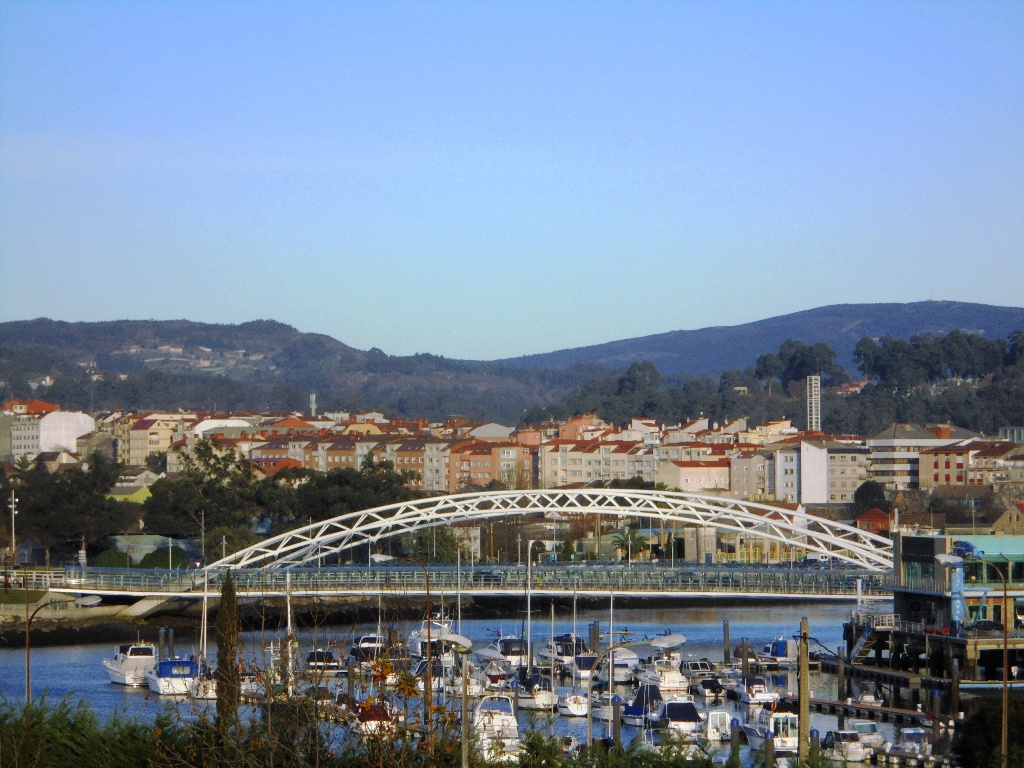
O Burgo, le pont des Courants et le port de plaisance de Pontevedra
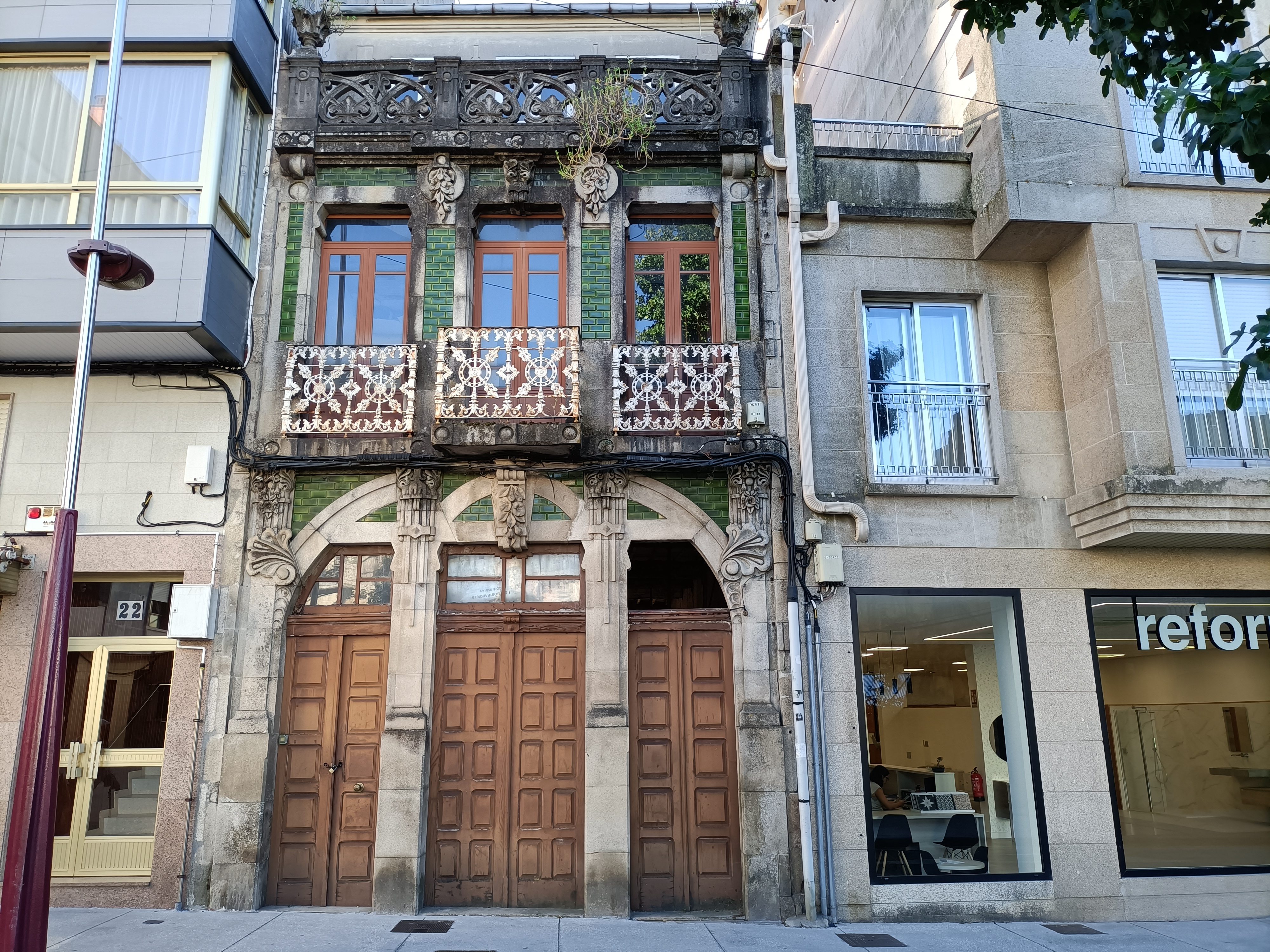
Maison Art Nouveau Sanz Díaz
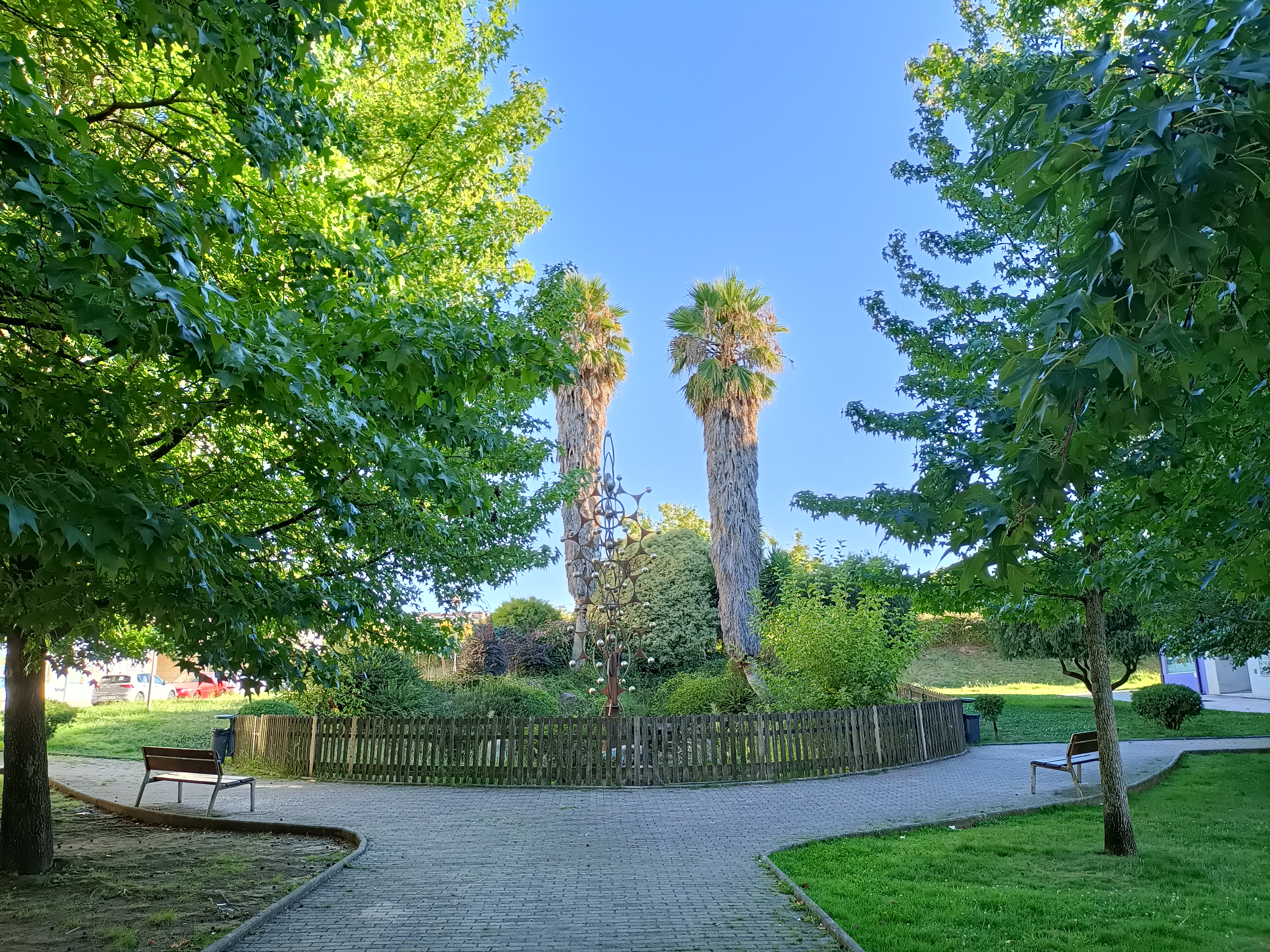
Parc Pasarón
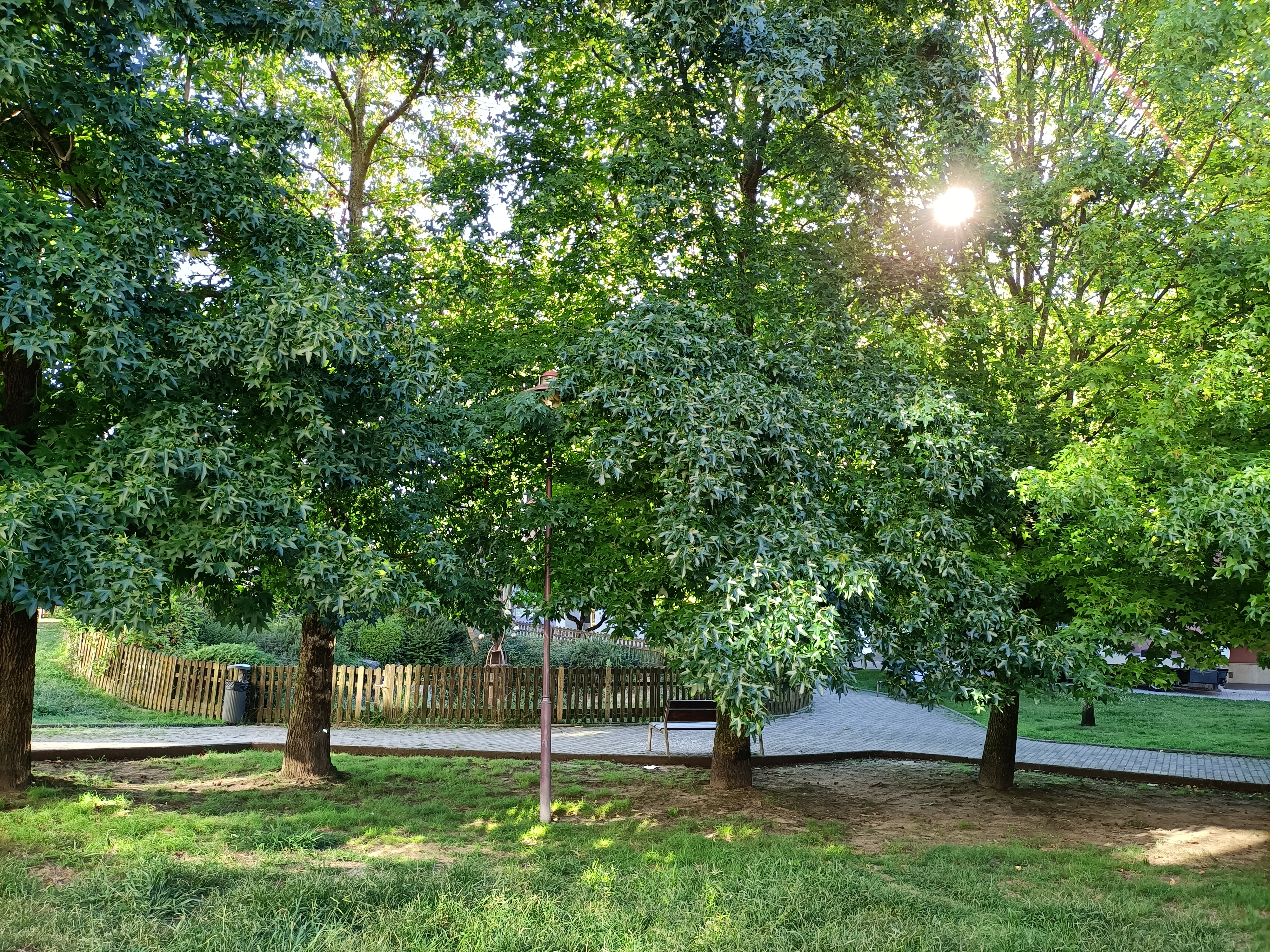
Parc Pasarón
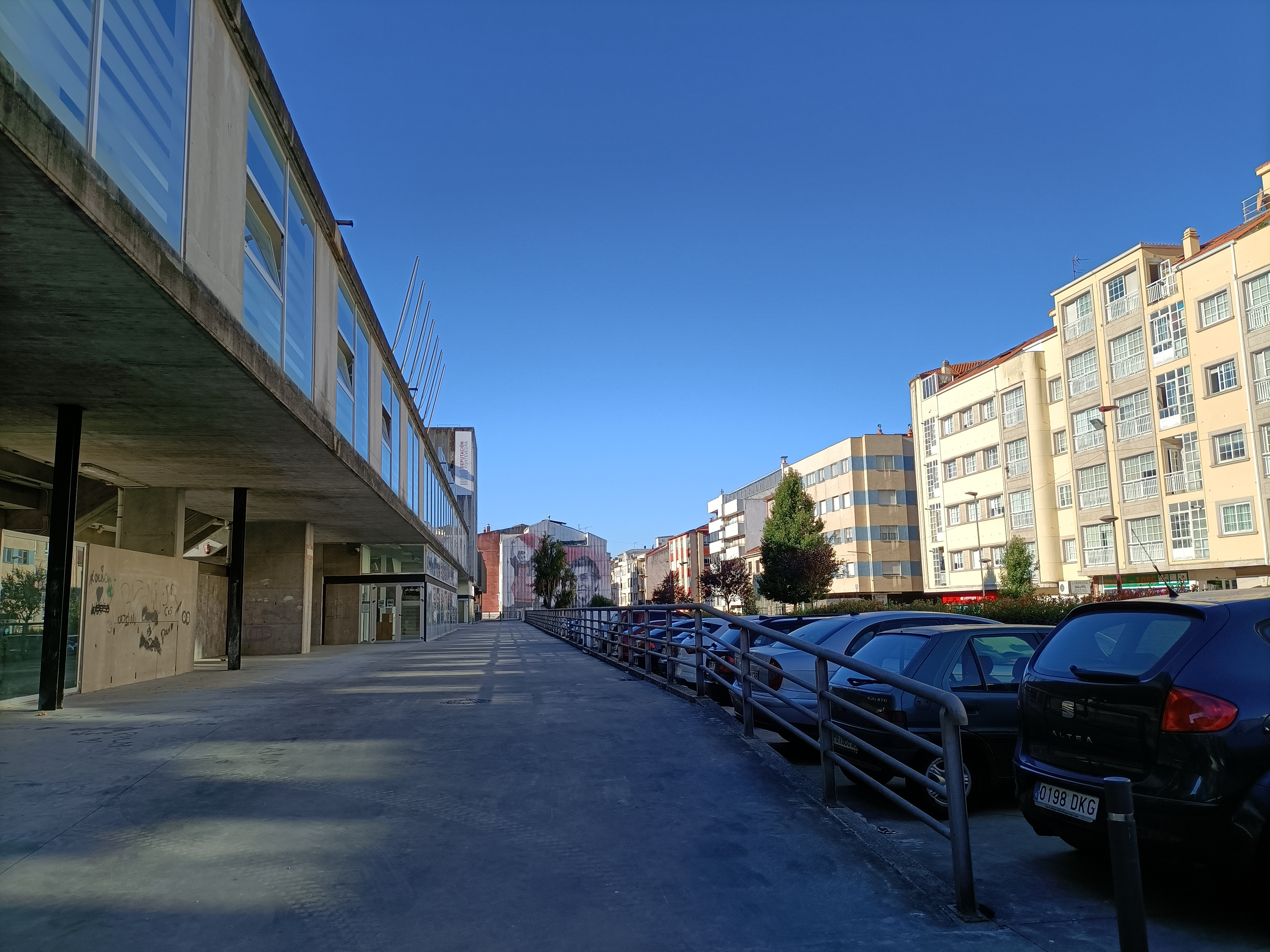
Avenue de La Corogne et Stade Pasarón
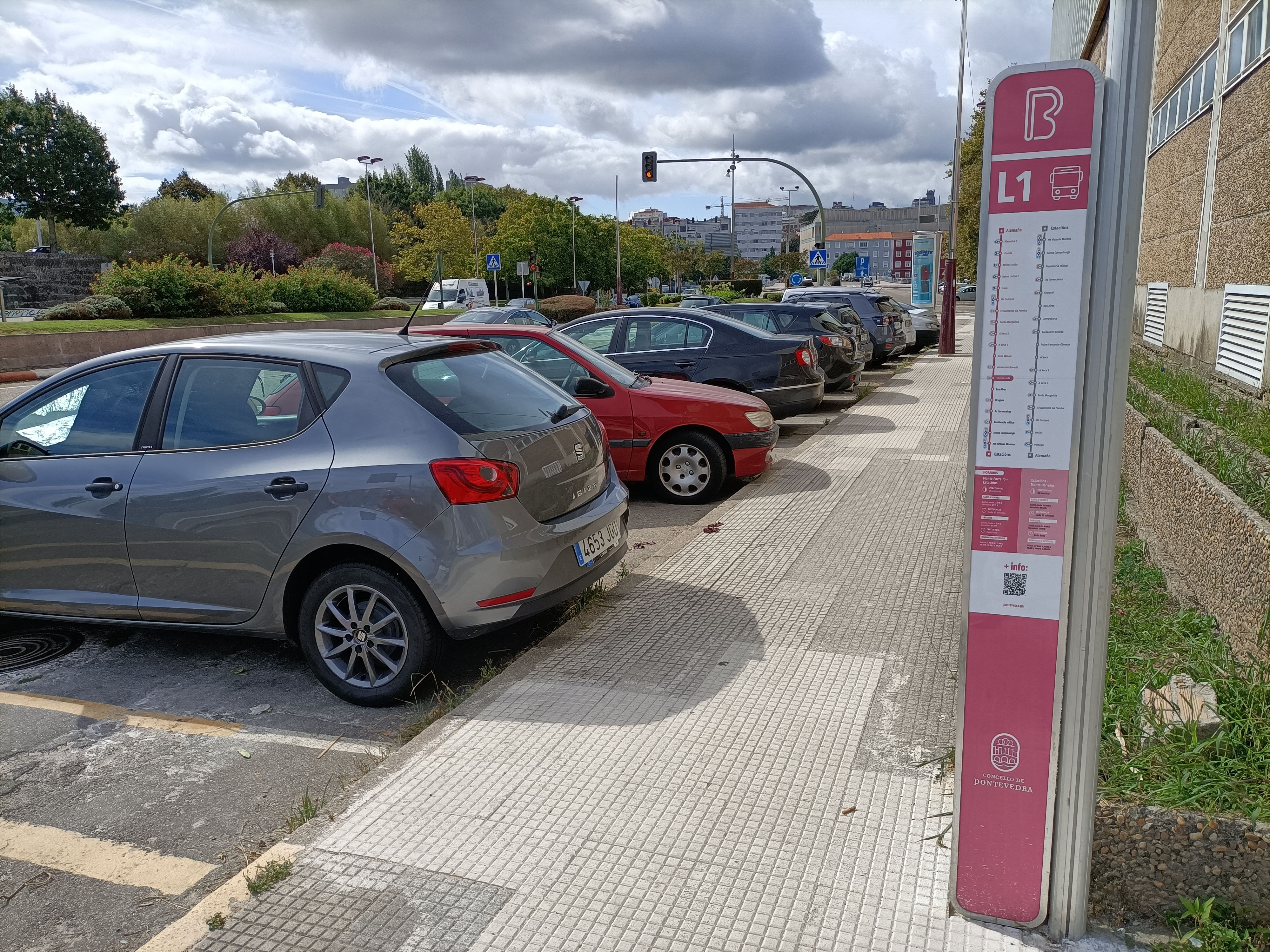
Arrêt de la ligne 1 de bus urbains
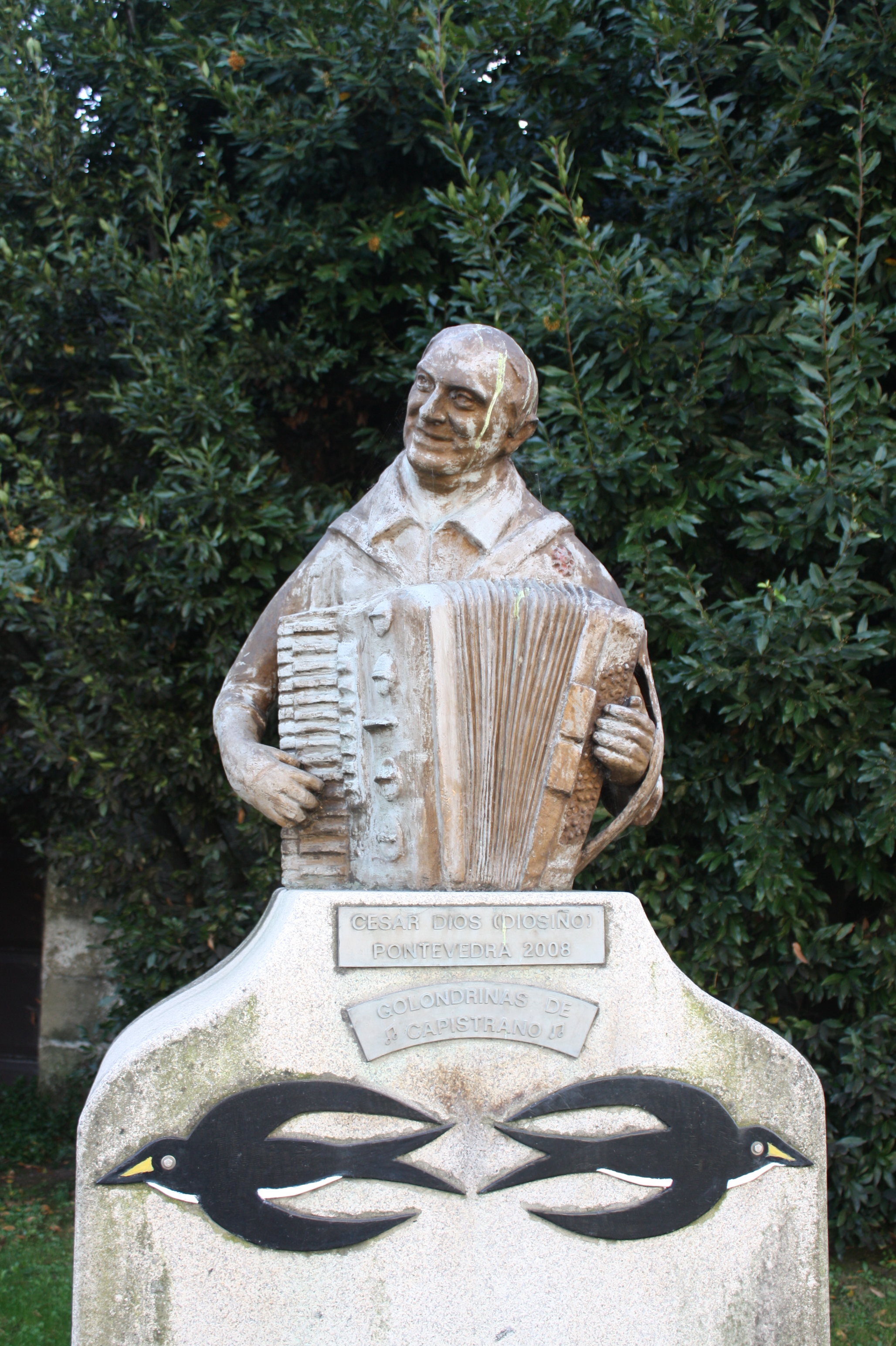
Buste de Diosiño
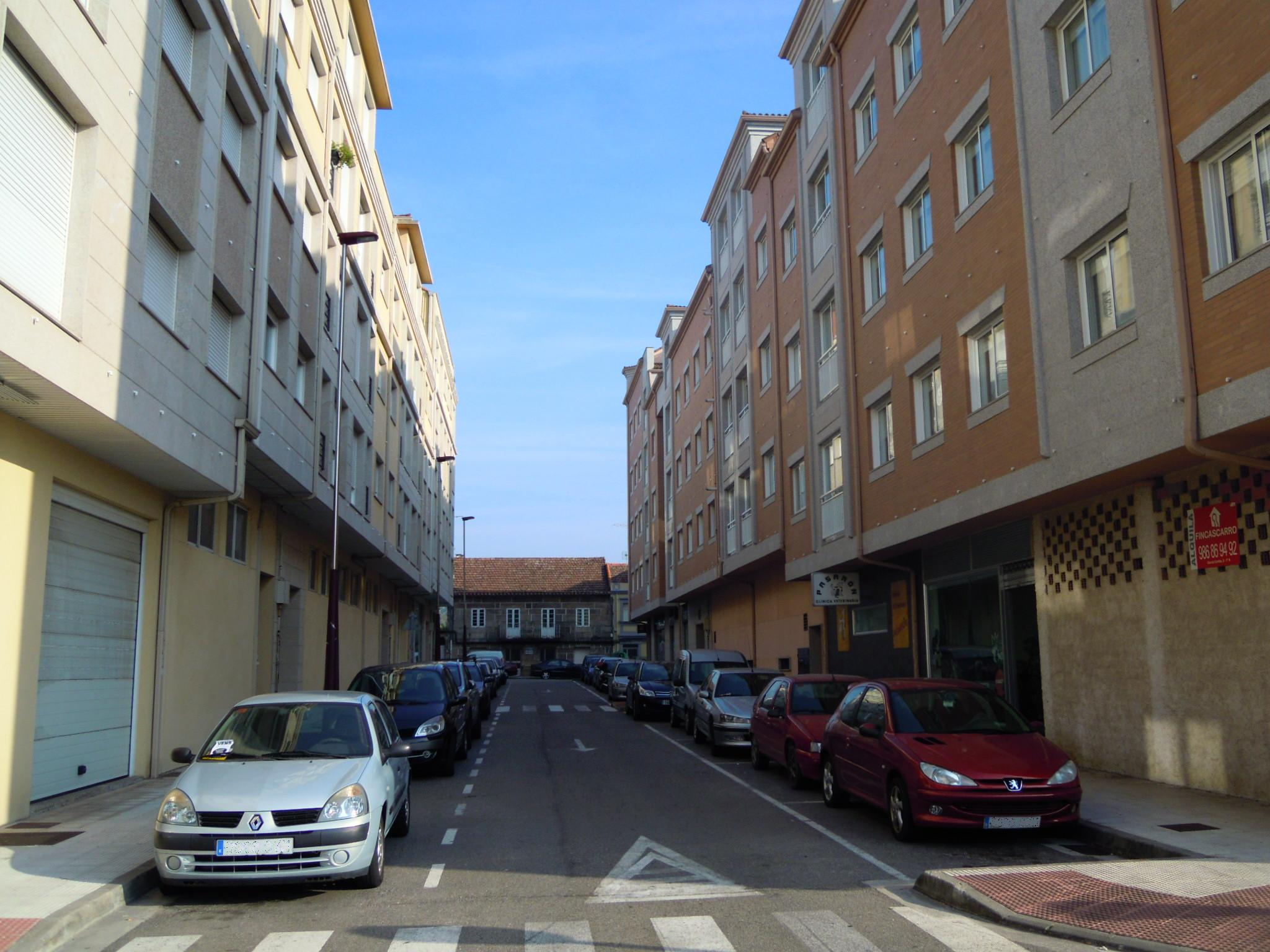
Rue Valentín Paz Andrade
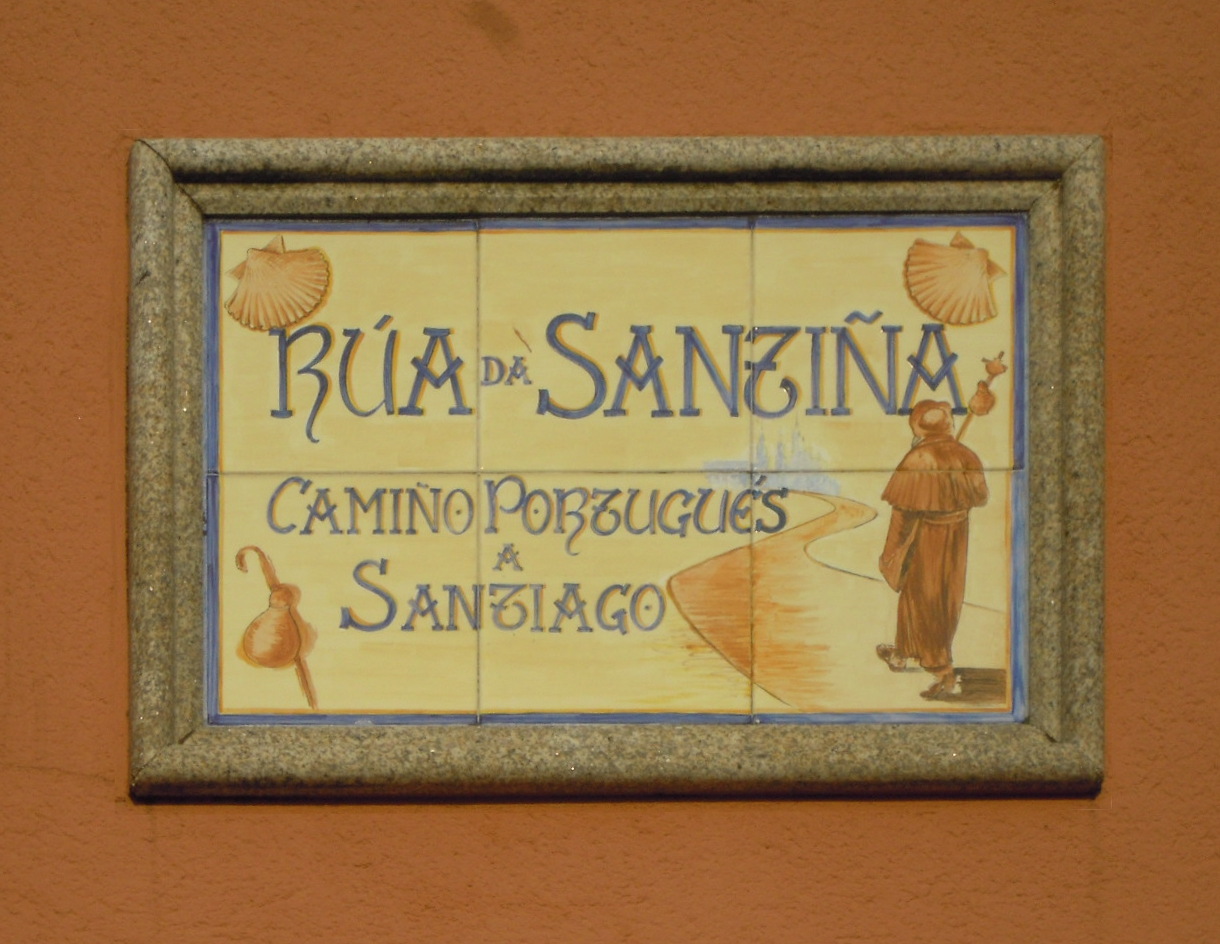
Plaque de la rue Santiña
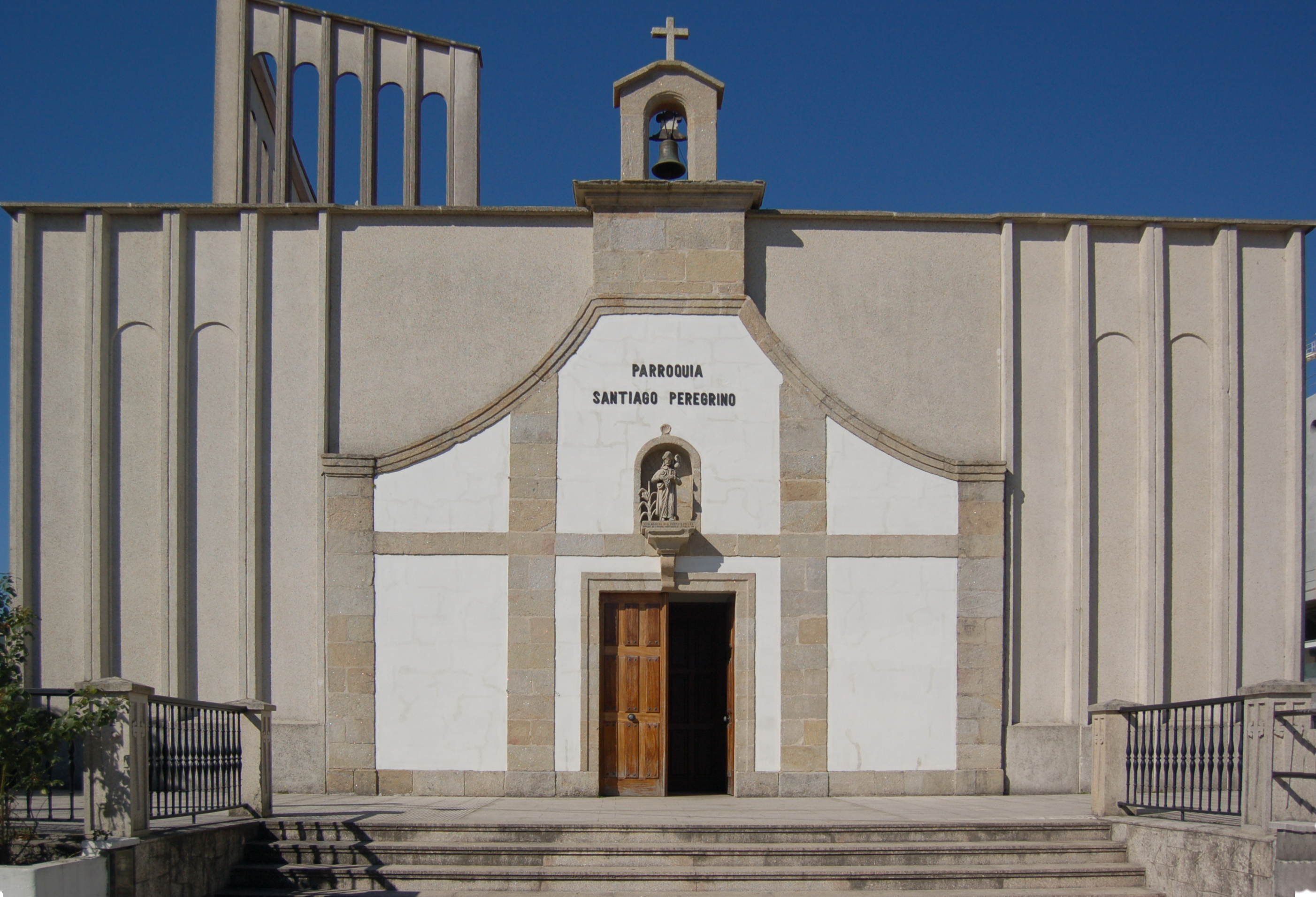
Église Saint-Jacques Pèlerin du Bourg
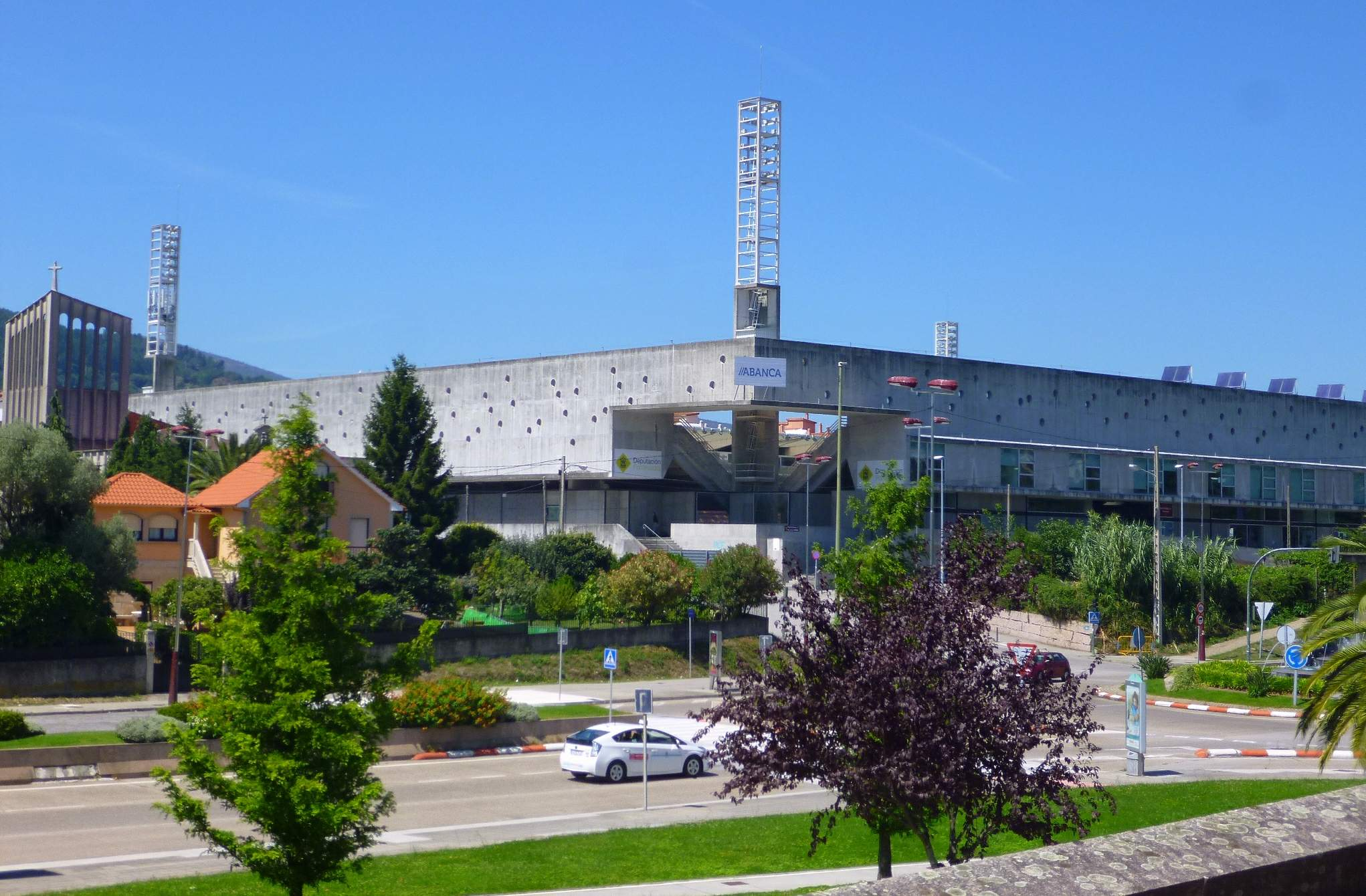
Stade Pasarón
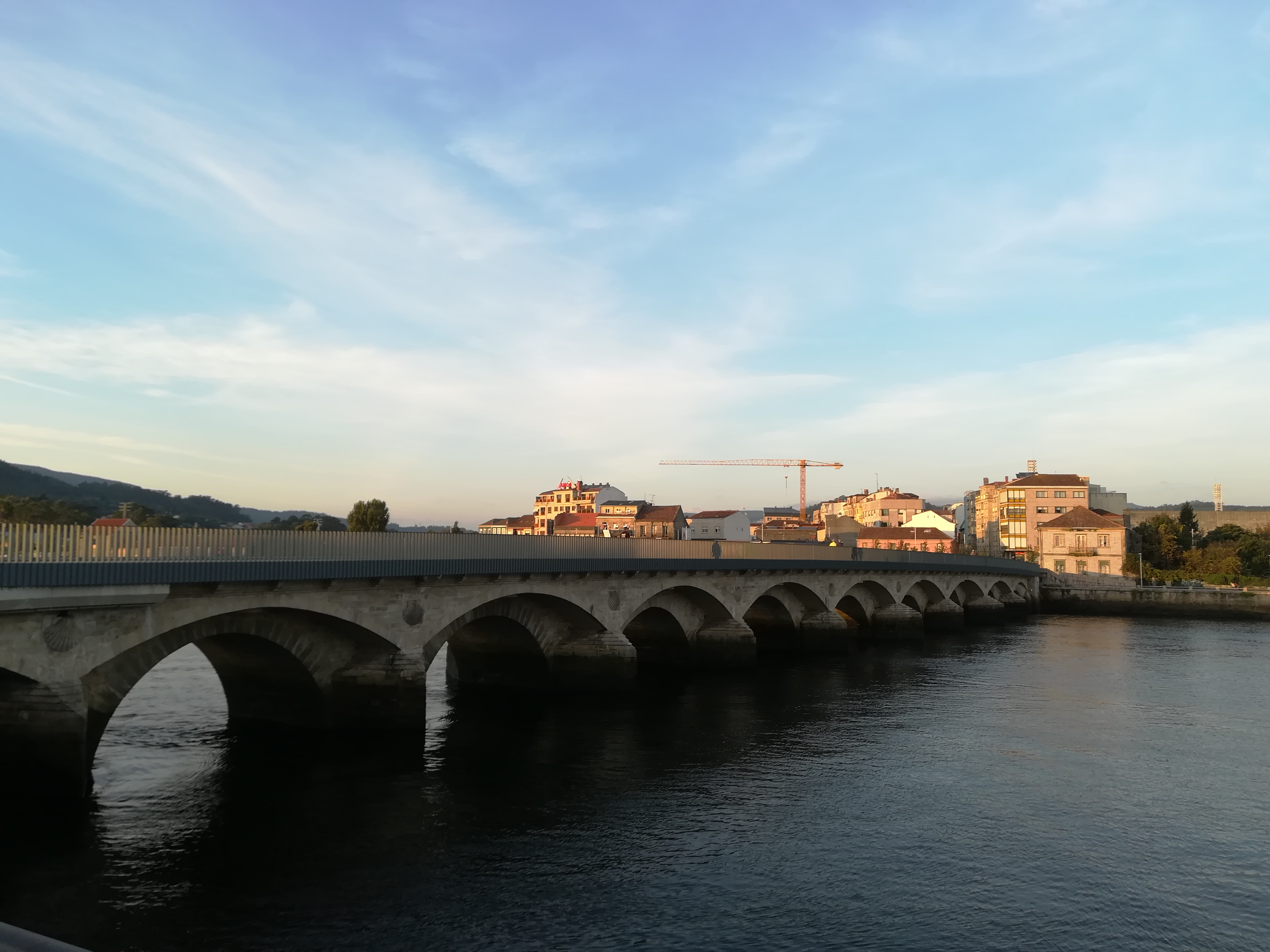
Pont du Bourg et le quartier homonyme au fond
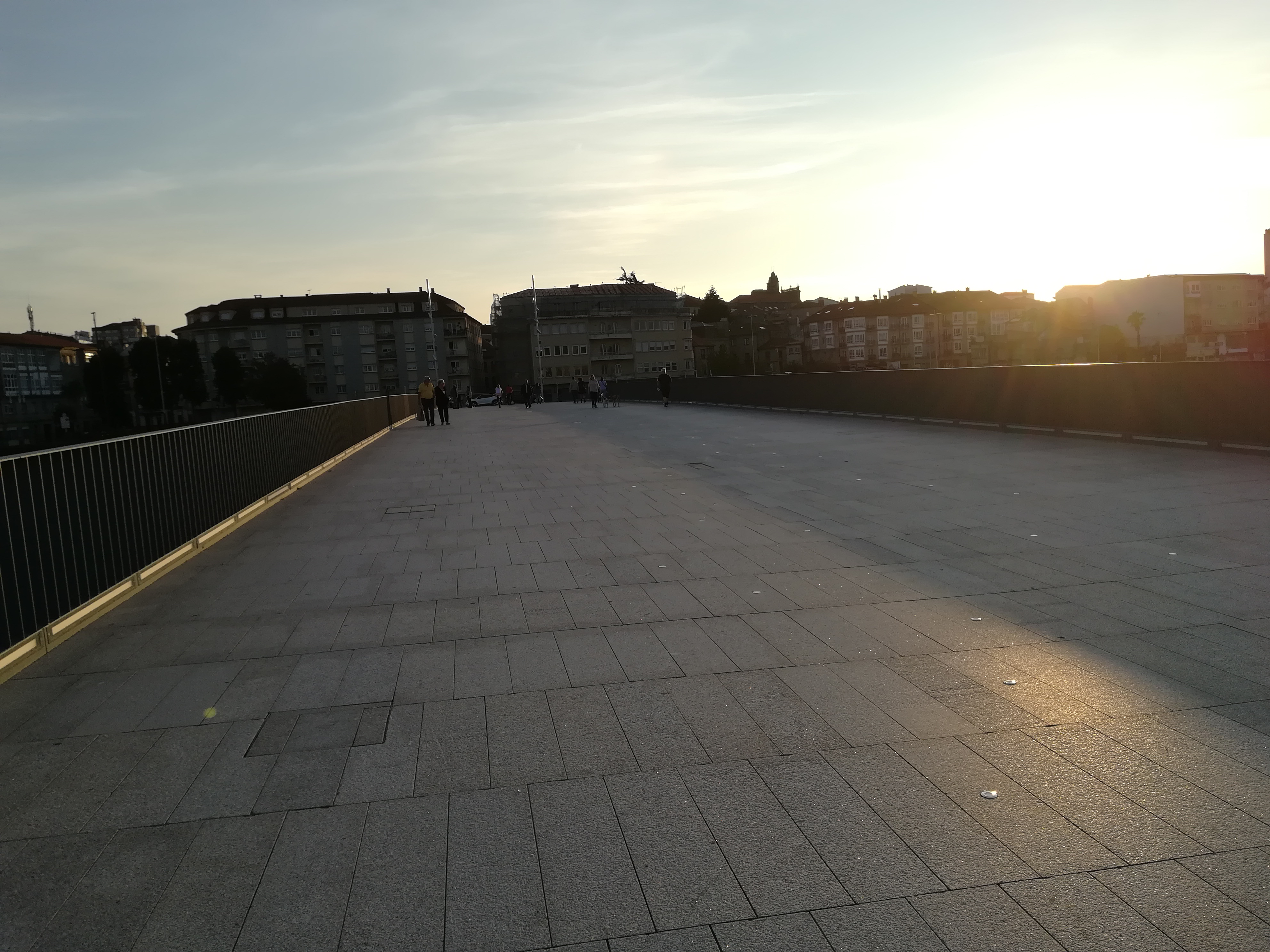
Pont du Bourg piétonnier
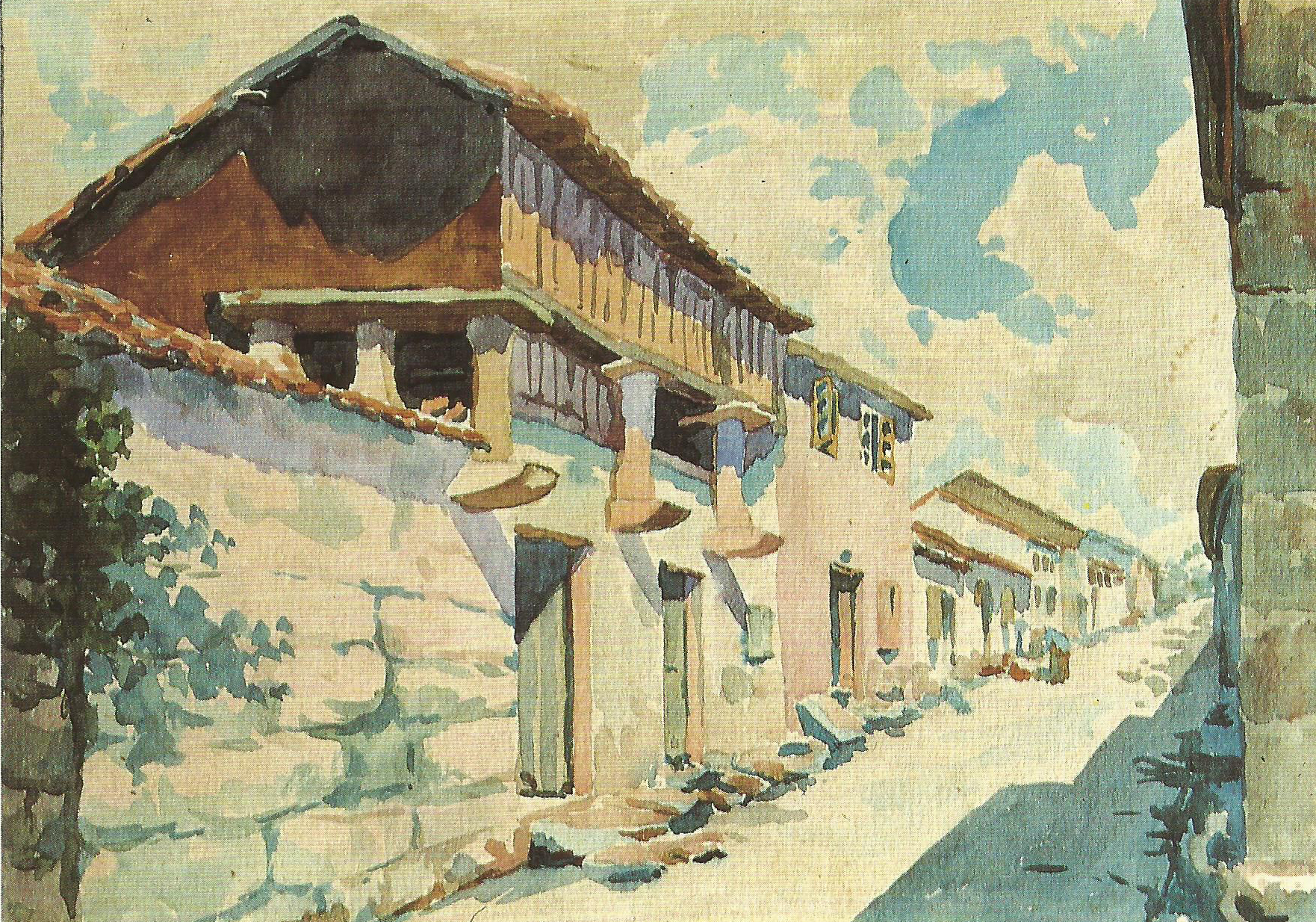
Rue A Santiña en 1908, par Enrique Campo
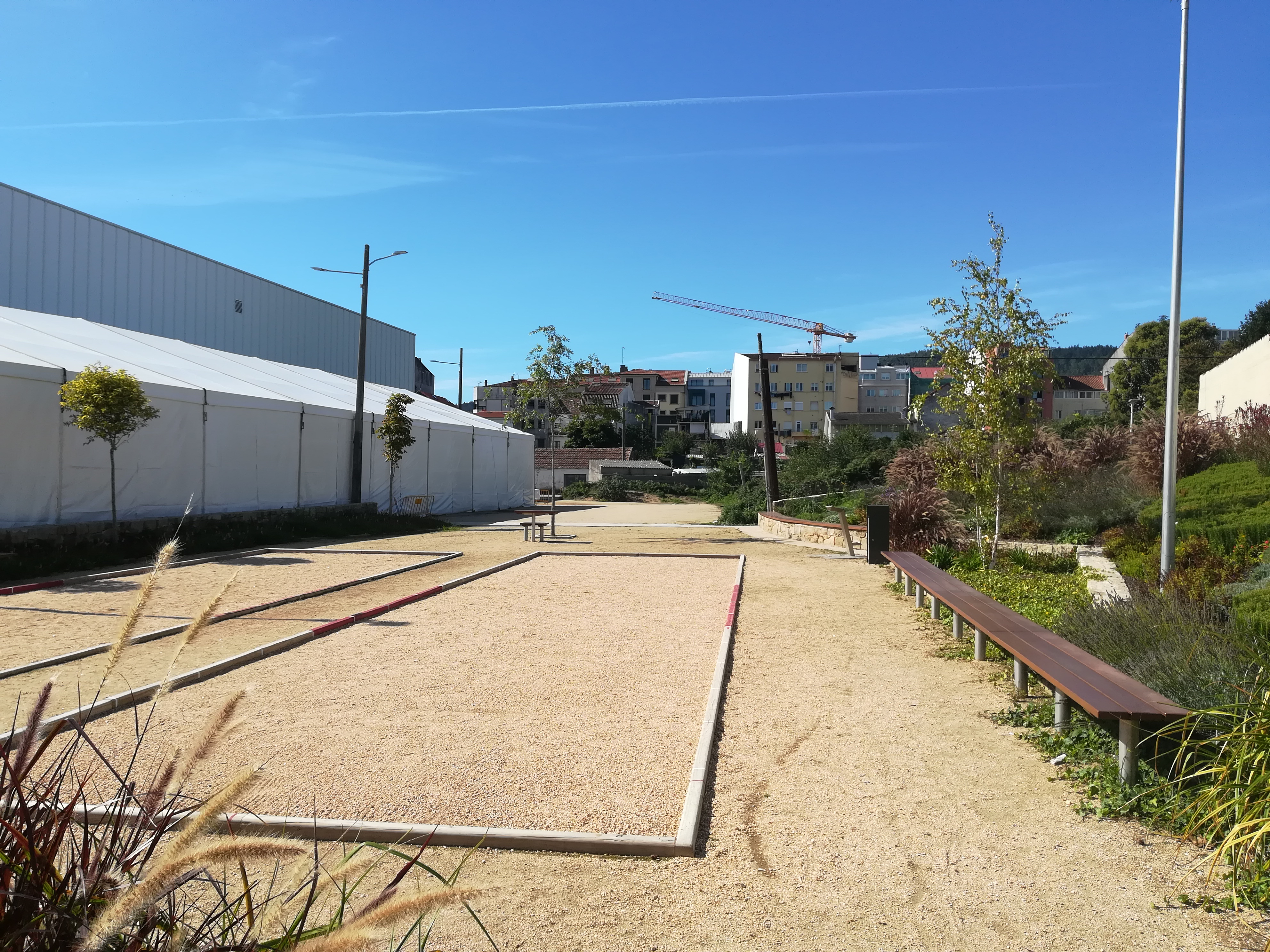
Terrain de pétanque

## Voir également